# Astronia
Astronia är ett släkte av tvåhjärtbladiga växter. Astronia ingår i familjen Melastomataceae.

## Dottertaxa tillAstronia, i alfabetisk ordning[1]
- Astronia acuminatissima
- Astronia alata
- Astronia angustifolia
- Astronia apoensis
- Astronia arborea
- Astronia atroviridis
- Astronia badia
- Astronia beccariana
- Astronia benguetensis
- Astronia brunnea
- Astronia brunneoaenea
- Astronia bullata
- Astronia candolleana
- Astronia chartacea
- Astronia columnaris
- Astronia coriacea
- Astronia corymbosa
- Astronia crassiloba
- Astronia cumingiana
- Astronia cuspidata
- Astronia dioica
- Astronia elaterinervis
- Astronia ferruginea
- Astronia foxworthyi
- Astronia gitingensis
- Astronia glauca
- Astronia glomerata
- Astronia gracilis
- Astronia grandiflora
- Astronia hollrungii
- Astronia katangladensis
- Astronia klabatensis
- Astronia laevis
- Astronia lagunensis
- Astronia ledermannii
- Astronia macrophylla
- Astronia megalantha
- Astronia meyeri
- Astronia papetaria
- Astronia papuana
- Astronia pulchra
- Astronia quadrangulata
- Astronia rolfei
- Astronia rostrata
- Astronia rugata
- Astronia rugosa
- Astronia sabahensis
- Astronia scabrida
- Astronia sericea
- Astronia shungolensis
- Astronia smilacifolia
- Astronia sorongensis
- Astronia spectabilis
- Astronia squamosa
- Astronia stapfii
- Astronia triangularis
- Astronia truncata
- Astronia williamsii
- Astronia villosovaginata
- Astronia viridifolia